# 高山柳
高山柳（學名：Salix taiwanalpina var. takasagoalpina）又名台湾匐柳、台湾山柳，为杨柳科柳属臺灣山柳的一个變種。

## 扩展阅读
- 維基物種上的相關：台湾匐柳